# Bohdaniwci (osiedle)
Bohdaniwci (ukr. Богданівці; pol. hist. Bohdanowce) – osiedle na Ukrainie, w obwodzie chmielnickim, w rejonie chmielnickim, w hromadzie Chmielnicki. W 2001 liczyło 1174 mieszkańców, spośród których 1124 wskazało jako ojczysty język ukraiński, 47 rosyjski, 2 mołdawski, a 1 inny.
Znajduje tu się stacja kolejowa Bohdaniwci, położona na linii Odessa – Lwów.

## Historia
W XIX i w początkach XX w. położone były w Rosji, w guberni podolskiej, w powiecie latyczowskim, w gminie Bohdanowce.
Po I wojnie światowej pod administracją Ukraińskiej Republiki Ludowej, a następnie polską, w Zarządzie Cywilnym Ziem Wołynia i Frontu Podolskiego, w okręgu podolskim, w powiecie latyczowskim, w gminie Bohdanowce. W wyniku postanowień traktatu ryskiego znalazły się w granicach Związku Sowieckiego. Od 1991 w niepodległej Ukrainie.